# Chris Warren
Chris Warren, auch Chris Warren Jr., (* 15. Januar 1990 in Indianapolis, Indiana) ist ein US-amerikanischer Schauspieler, der vor allem für seine Rolle des Zeke Baylor in der High School Musical-Trilogie bekannt ist.

## Karriere
Warren wurde im Januar 1990 in Indianapolis, Indiana, als Sohn von Christopher Warren Sr. und der Schauspielerin Brook Kerr geboren.
Sein Schauspieldebüt gab Warren 1999 in einer Episode von Becker. Von März 2004 bis April 2005 verkörperte er die Rolle des Jimmy Ramirez  in der CBS-Soap Reich und Schön. Es folgten Gastauftritte in den Nickelodeon-Fernsehserien Zoey 101, Unfabulous sowie Just Jordan.
Seinen internationalen Durchbruch gelangte Warren im Jahr 2006 mit der Rolle des Zeke Baylor in dem Disney Channel Original Movie High School Musical. Dieselbe Rolle verkörperte er auch in den Fortsetzungen High School Musical 2 (2007) und High School Musical 3: Senior Year (2008).
Anschließend folgten Nebenrollen in Meine Schwester Charlie (2011), The Hard Times of RJ Berger (2010–2011) und The Fosters (2015–2017). In der kurzlebigen ABC-Fernsehserie Grand Hotel spielte Warren 2019 eine der Hauptrollen als Jason Parker.

## Filmografie (Auswahl)
- 1999: Becker (Fernsehserie, Episode 2x07)
- 2000: Love & Basketball
- 2000: Men of Honor
- 2004–2005: Reich und Schön (The Bold and the Beautiful, Seifenoper)
- 2005: American Gun
- 2005: Zoey 101 (Fernsehserie, 2 Episoden)
- 2005: Unfabulous(Fernsehserie, Episode 2x02)
- 2006: High School Musical (Fernsehfilm)
- 2006: The Bernie Mac Show (Fernsehserie, Episode 5x18)
- 2007: Just Jordan (Fernsehserie, Episode 1x10)
- 2007: High School Musical 2 (Fernsehfilm)
- 2008: High School Musical 3: Senior Year
- 2008: Depth Charge (Fernsehfilm)
- 2009: Alvin und die Chipmunks 2 (Alvin and the Chipmunks: The Squeakquel)
- 2011: Meine Schwester Charlie (Good Luck Charlie, Fernsehserie, 2 Episoden)
- 2010–2011: The Hard Times of RJ Berger (Fernsehserie, 6 Episoden)
- 2012: The Inbetweeners (Fernsehserie, Episode 1x05)
- 2015–2017: The Fosters (Fernsehserie, 8 Episoden)
- 2017: (Romance) in the Digital Age
- 2019: Grand Hotel (Fernsehserie, 13 Episoden)